# Gammertingen
Gammertingen – miasto w Niemczech, w kraju związkowym Badenia-Wirtembergia, w rejencji Tybinga, w regionie Bodensee-Oberschwaben, w powiecie Sigmaringen, siedziba związku gmin Gammertingen. Leży w Jurze Szwabskiej, nad rzeką Lauchert, ok. 20 km na północ od Sigmaringen i ok. 60 km na południe od Stuttgartu.